# Trégarantec
Trégarantec (tiếng Breton: Tregaranteg) là một xã của tỉnh Finistère, thuộc vùng Bretagne, miền tây bắc Pháp.

## Dân số
Người dân ở Trégarantec được gọi là Trégarantécois.